# Ajuntament de Riells i Viabrea
L'Ajuntament de Riells i Viabrea és una obra de Riells i Viabrea (Selva) inclosa a l'Inventari del Patrimoni Arquitectònic de Catalunya.

## Descripció
Es tracta d'una masia readaptada com a seu de l'ajuntament de Riells i Viabrea. L'edifici és de tipus basilical, de dues plantes i golfes amb vessants a laterals.
Totes les obertures són rectangulars simples excepte al pis superior que presenta tres finestres d'arc de mig punt. Sobre el portal d'entrada hi ha un balcó de barana de ferro. La façana conserva la seva fesomia original excepte pel que fa al ràfec de la teulada que s'ha refet imitant una cornisa catalana.
Les altres façanes presenten més obertures de les que tenia inicialment i, a la part del darrere, s'hi ha afegit una porxada d'arcs de mig punt coberta per una gran terrassa.
El parament és arrebossat i pintat de blanc i deixa al descobert les pedres cantoneres dels angles.
A la part del darrere s'hi ha obert una gran plaça pública amb un gran brollador central. Es conserva l'antic pou al davant, just a l'altre costat de la carretera.

## Història
És un mas de finals del segle xix o principis del XX que va estar sempre habitat per masovers. El primer que es coneix a principis del segle xx va ser Josep Iglesias i Planiol, que va ser alcalde els anys 1922-23. Després la seva filla, Paquita Iglesias i el seu espòs, Maties Pascual. Més tard els seus fills Josep i Maria Teresa, que van deixar la casa a la dècada dels 60, perquè va ser venuda, juntament amb els terrenys pel seu propietari, Joan Bofill, a la promotora de les futures urbanitzacions de Can Salvà, Ordenació de Riells i Viabrea.
El 2 de maig de 1974, la casa i els terrenys propers (8.314 m quadrats) van ser cedits a l'Ajuntament. El dia 1 de juliol de 1978 es va inaugurar com a Casa Consistorial. El pressupost de restauració i adaptació va ser de 2.269.312 pessetes i l'encàrrec el va realitzar Construccions Jordi Illa. Posteriorment es va urbanitzar la plaça i el dia de Sant Jordi de 1994 es va inaugurar la font. Fins aquell moment l'ajuntament havia tingut diferents seus. Primer sembla que en unes dependències de Can Ferrer, al costat de Sant Martí, i més tard, a la Guingueta, una antiga casa pairal del segle xv situada prop de Breda.